# Marmite norvégienne

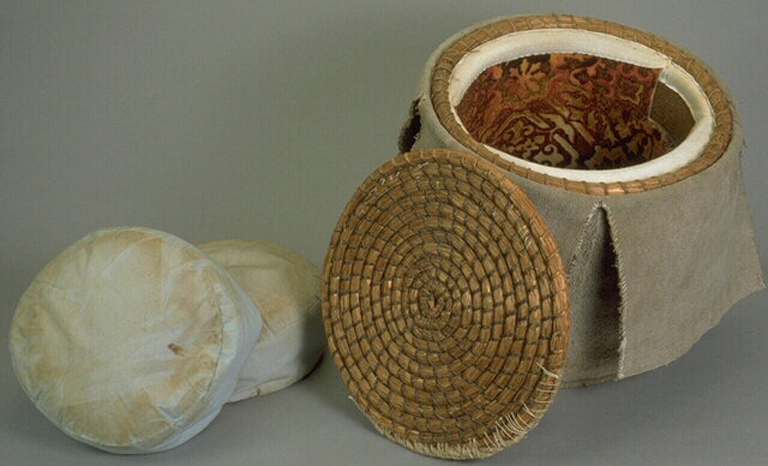
Marmite norvégienne au Musée de Bretagne.

On appelle marmite norvégienne (ou cuisinière sans feu, cuisinière à isolation, wonder oven ou appareil d'auto-cuisson) un procédé à fin de cuisson des aliments consistant à les placer dans un récipient lui-même contenu dans un réceptacle isolant : après avoir été chauffés de façon traditionnelle — mais moins longtemps que le temps de cuisson habituel —, les aliments peuvent y finir de cuire de façon autonome, sans nouvelle dépense d'énergie. Contrairement à ce que le nom indique, il ne s'agit pas forcément d'une marmite et il n'est pas sûr qu'elle soit d'origine norvégienne.

## Principe
C'est un caisson ou un sac garni d'isolant thermique dans lequel on place une casserole (ou un autre récipient muni d'un couvercle) contenant un plat dont la cuisson a été démarrée sur le feu : dans cette enceinte isolée, le plat va continuer à cuire sans aucune source d'énergie extérieure, en refroidissant lentement.
Il suffit de préparer l'aliment un peu en avance, de l'amener à ébullition et de laisser bouillir quelques minutes (cela est variable selon le plat), puis de placer le récipient fermé par un couvercle efficace dans la marmite norvégienne, qui peut être une caisse ou même juste un carton bourré de lainages. Ainsi, les déperditions de chaleur sont réduites au minimum, et le plat continue à cuire seul sans apport d'énergie extérieure. Au bout d'une heure ou deux (là aussi c'est en fonction du plat), le repas est prêt et chaud.
Pour garder un maximum de chaleur, la marmite norvégienne doit agir sur les principes suivants :
- réduction de la convection, en empêchant la circulation de l'air ;
- réduction de la conduction, grâce à l'isolation ;
- réduction du rayonnement, en utilisant un réfléchissant.

## Histoire
Ce principe est plus que millénaire : les Juifs l'utilisaient pour préparer le hamin avant le chabbat, conciliant ainsi interdiction de cuisiner et consommation d'un repas chaud. Cette cuisson a longtemps été employée dans les campagnes où l'on mettait la cocotte prévue pour le repas à finir de cuire sous l'édredon. Dans les pays scandinaves et d'Europe centrale, c'était plutôt sous la paille que les fermières avaient coutume d'enfouir le récipient contenant le plat, laissé à finir de cuire sans feu, et prêt à déguster au retour des champs. C'est d'ailleurs ce qui a inspiré l'un des premiers détenteurs du brevet de la marmite, un Norvégien qui a présenté les premières « cuisines automatiques norvégiennes » officielles vers la fin du XIXe siècle. Il y avait déjà eu des inventions françaises bien avant, mais elles n'avaient pas eu de succès : c'est le terme « marmite norvégienne »  qui est resté.
On l'appelle ailleurs plus justement « caisse à cuire » (Kochkiste en allemand, cassetta di cottura en italien), ou « caisse à foin » (Heukiste en allemand ou haybox en anglais) car l'isolant de la caisse peut très bien être du foin. En effet, l'efficacité de ce système de préservation de la chaleur repose sur l'isolant. Cela peut aller de l'édredon dans lequel on emmitoufle la cocotte jusqu'au coffre soigneusement isolé, avec du polystyrène ou du liège. La place vide autour du récipient est comblée avec des lainages ou une couverture de façon qu'il y ait le moins de perte de chaleur possible. La caisse est prestement refermée avec un couvercle, si possible lui-même isolé.

## Avantages et inconvénients
La marmite norvégienne est un outil permettant d'économiser de l'énergie consacrée à la cuisson[réf. souhaitée].
Néanmoins, il existe un risque de développement bactérien si les aliments restent dans la zone dangereuse (5-60 °C) pendant une ou plusieurs heures. Afin de réduire ce risque, les aliments cuits dans les boîtes à foin peuvent être réchauffés jusqu'à ébullition avant d'être consommés, ou bien on peut utiliser un thermomètre alimentaire pendant la durée de la cuisson.

## Historique et développement actuel
La marmite norvégienne, très prisée pendant les deux Guerres mondiales durant lesquelles elle a rendu de grands services aux populations démunies, a peu à peu sombré dans l'oubli à cause de l’amélioration de l’accessibilité à l'énergie. Au début des années 2000, elle a été réhabilitée et remise en avant dans le cadre de l'opération Négawatts : lancée par Les Amis de la Terre en 2004, l'objectif est de réduire de moitié la consommation énergétique familiale afin de réduire les émissions de CO2. Grâce à internet, on trouve de plus en plus de documentation à son sujet.
Des ONG s'emploient activement à la diffuser dans des pays où les ressources énergétiques sont rares et chères. Par exemple, on la connaît en Afrique sous les dénominations de « bitatoré », « panier-thermos », « cuisson thermos », « fireless cooker », « hot box », « magic box », « wonderbag » ou encore « wonder box ».
La marmite norvégienne est facile à confectionner avec peu de matériaux mais il existe des modèles professionnels en inox pour la restauration, que l'armée utilise aussi.
Les nutriments, la texture et le goût des aliments sont, d'une manière générale, meilleurs que ceux résultant d'une cuisson classique[réf. souhaitée]. La cuisson se déroule en deux phases : d'abord une phase de chauffe jusqu'à ébullition, puis une phase de cuisson quasi-isotherme (la température décroissant peu à peu). Les aliments sont cuits à une température inférieure à celle d'une cuisson classique à 100 °C ou qu'une cuisson en autocuiseur. Les nutriments, sensibles aux températures élevées, sont donc mieux préservés. Quand un plat cuit dans une marmite norvégienne, l'extérieur de la marmite norvégienne reste relativement froid.
Aujourd'hui des entreprises se lancent dans la confection et revente de marmite norvégienne comme L'Avant d'Après, Ecocotte. Des plans sont également disponibles pour en faire soi-même. La conception de la marmite norvégienne évolue. Ainsi, Simmae propose des modèles démontables et déhoussables, pour mieux répondre aux besoins d'hygiène et soit plus facile à ranger.